# Isola di San Giulio
L'isola di San Giulio (in piemontese ìsola ëd San Giuli, in lombardo isola de San Giuli) è l'unica isola del Lago d'Orta e fa parte del comune di Orta San Giulio, in provincia di Novara, in Piemonte.

## Geografia
È situata a circa 400 metri dalla riva, lunga 275 m e larga 140, e con un perimetro di circa 650 m. È presente un piccolo centro abitato in cui gli edifici di maggiore rilevanza storica sono la Basilica di San Giulio e l'abbazia Mater Ecclesiae, costruita sulle rovine di un antico castello e che occupa gran parte della superficie dell'isola. Attualmente l'isola è abitata in maniera permanente solo da pochissime famiglie, oltre al monastero. Per il resto si tratta quasi tutte di seconde case, abitate per poche settimane all'anno.

## Storia
Le indagini archeologiche hanno dimostrato l'antichità della presenza umana, attestata dal Neolitico all'Età del ferro. Secondo la leggenda della vita di San Giulio in età romana il sito sarebbe stato abbandonato. È possibile però, benché manchino riscontri archeologici, che l'isola fosse un centro cultuale precristiano. Ciò spiegherebbe, sia il motivo per cui l'evangelizzatore decise di costruirvi, verso il 390, la prima chiesa, sia il simbolo adombrato dalla leggendaria infestazione di serpi e draghi. Tali rettili sarebbero quindi una allegoria del Male e, nel caso specifico, secondo i cristiani di quei tempi, del paganesimo. Le indagini archeologiche hanno messo in luce i resti di un'antica chiesa, datata tra la fine del V e il VII secolo, fornendo base storica alla Leggenda.
Secondo la tradizione fu Onorato, settimo vescovo di Novara che nel VI secolo riconobbe la strategicità della posizione dell'Isola, e in generale dell'area del lago d'Orta, come baluardo difensivo nei confronti di un possibile invasore proveniente dal Sempione e diretto verso le pianure novaresi. Recenti indagini archeologiche hanno evidenziato che l'isola cominciò a essere fortificata tra V e VI secolo. Nell'XI secolo venne descritta da Arnolfo come inexpugnabile municipium. Secondo una tradizione tuttora dibattuta il castrum edificato da Onorato è identificato nel castello dell'isola citato dal poeta e vescovo di Pavia Ennodio (lib. II Carm.).
Il castello incorporava i resti della chiesa eretta da San Giulio all'interno di una torre in seguito trasformata in carcere.
In epoca longobarda l'isola era certamente fortificata e, secondo la testimonianza di Paolo Diacono, vi risiedette il Duca Mimulfo definito "ducem de insula Sancti Iuliani" (o Julii), Mimulfo vi venne decapitato nel 590 su ordine di Agilulfo perché ritenuto colpevole di tradimento per aver agevolato (o almeno non impedito) il transito di Audoaldo, condottiero del re dei Franchi Childeberto II. Durante degli scavi effettuati nel 1697 venne rinvenuto un sarcofago in pietra contenente uno scheletro privo di testa e con un'iscrizione "MEINUL..." già scomparsa nel XIX secolo, il sarcofago è collocato all'ingresso della basilica e ora utilizzato per le offerte.
Per quasi quattro secoli non si hanno menzioni dell'isola, la si ritrova citata nel 957 quando in seguito a contrasti con i vescovi-conti di Novara vi si asserragliò Berengario II re d'Italia insieme al figlio Adalberto. I due vennero assediati da Liudolfo, figlio di Ottone I imperatore del Sacro Romano Impero chiamato in aiuto dai vescovi-conti. Berengario venne sconfitto ma alla morte di Liudolfo riprese potere fino alla conquista di Pavia (961) da parte di Ottone I. Berengario si ritirò nel forte di San Leo mentre sua moglie Willa si rifugiò sull'isola portando con sé tutti i tesori custoditi nel palazzo di Pavia. In attesa di un lungo assedio ne aumentò le fortificazioni, il castello venne circondato da mura chiamate "il muro della regina".
L'assedio dell'isola cominciò nel maggio del 962, dopo l'occupazione dei castelli della riviera vennero bloccati tutti gli accessi all'Isola che resistette per due mesi ai continui attacchi della flotta imperiale. Sconfitta Willa, Ottone II si impossessò dei tesori ma lasciò libera la regina di congiungersi con il marito a San Leo. Ottone acconsentì a tenere a battesimo un bambino nato durante l'assedio, figlio di Perinzia (sorella di Arduino d'Ivrea) e di uno dei difensori dell'isola, Roberto da Volpiano. Il bambino, a cui venne imposto lo stesso nome del figlio dell'imperatore Guglielmo arcivescovo di Magonza, sarebbe diventato poi l'abate Guglielmo da Volpiano.
È del 29 luglio 962 l'atto con cui Ottone II restituisce l'isola ai vescovi-conti e nel contempo dona ai canonici dell'isola due corti del contado di Pombia imponendo loro preghiere quotidiane a suo favore. Questo documento, custodito nella sacrestia della basilica di San Giulio, è il primo documento ufficiale attestante il dominio vescovile sulla Riviera di San Giulio. L'isola fu ereditata dall'Imperatore Federico I Hohenstaufen, detto Barbarossa, attraverso la madre, erede degli imperatori Sassoni e Bavaresi.
Dal 1219 i Vescovi di Novara assunsero in fidecommisso da parte degli Svevi, la piena sovranità sul territorio della Riviera di San Giulio, di cui l'isola era il centro religioso e amministrativo. Le attività economiche si spostarono però gradualmente verso il vicino borgo di Orta, che nel corso del XVII secolo finì per dare il nome al lago, che nel medioevo era noto come Lago di San Giulio. L'occupazione del castello ebbe un ruolo decisivo durante le turbolenze che videro gli abitanti della Riviera difendere accanitamente la propria libertà contro le scorrerie delle milizie mercenarie provenienti dal vicino Ducato di Milano nella prima metà del Cinquecento.

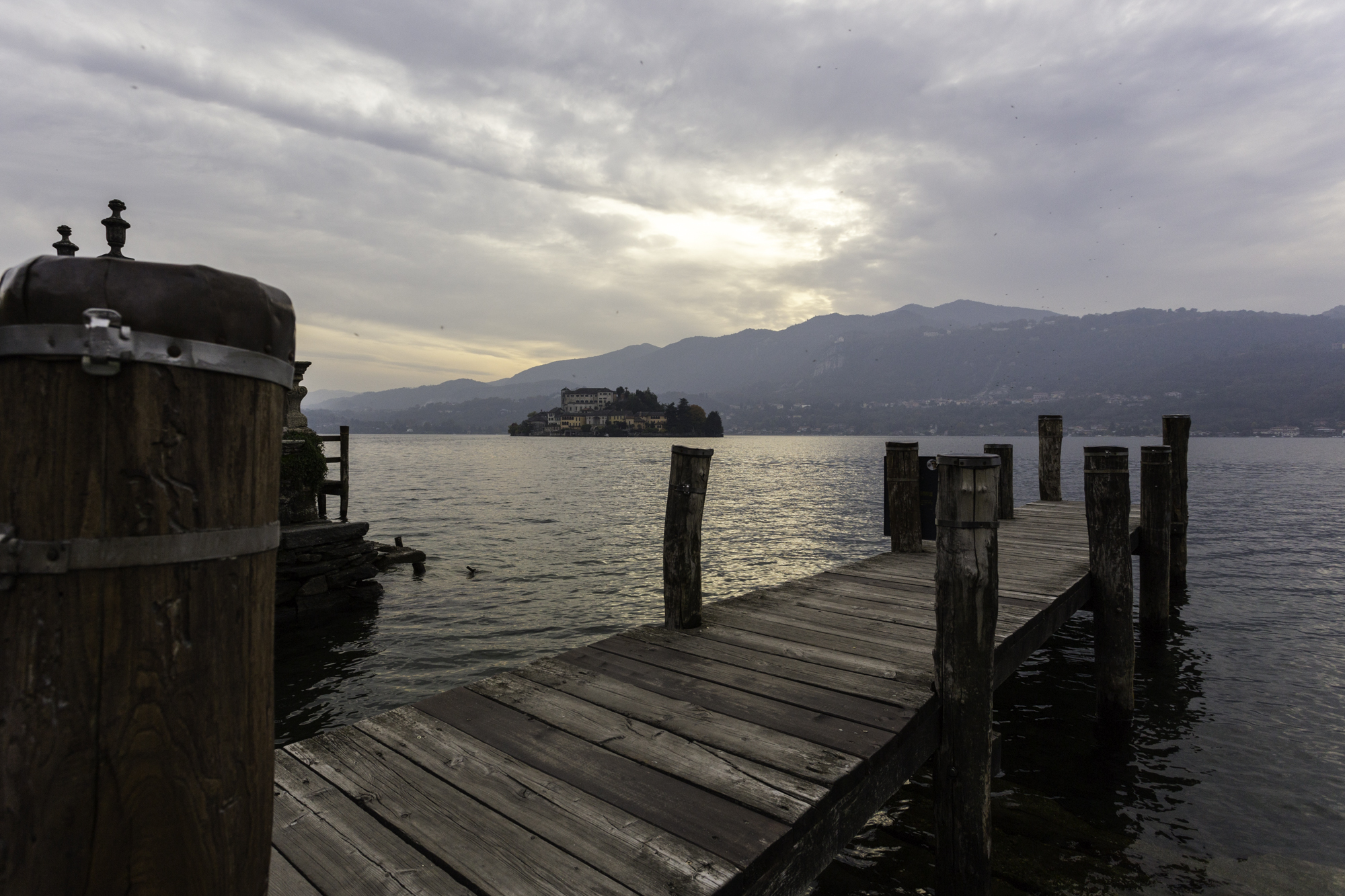
Isola di San Giulio dal porticciolo di Orta San Giulio

Nel 1560 la popolazione si oppose al tentativo di infeudazione da parte del Vescovo di Novara Giovanni Antonio Serbelloni in favore di una famiglia a lui vicina. I vescovi novaresi da quel momento in poi, in seguito alle proteste inviate a Roma, furono obbligati a giurare di non cedere nessuna parte del territorio. Questo episodio sancisce anche l'inizio del lento declino del potere dei vescovi-conti.
Nel corso del Settecento tutta l'area del Novarese passò sotto il dominio del Regno Sabaudo, e nel settembre del 1767 gli abitanti della Riviera giurano fedeltà al re nel palazzo vescovile dell'isola. I Vescovi di Novara mantennero comunque il ruolo amministrativo del territorio con il titolo di Principi di San Giulio e d'Orta fino al 1817, perdendo definitivamente tutti i privilegi feudali nel 1819.
Nel 1841 il castello medievale fu abbattuto per far posto al nuovo grande Seminario Vescovile, opera dell'architetto lombardo Ferdinando Caronesi.
Una strada pedonale percorre l'intero perimetro dell'isola costeggiando le antiche case dei canonici e una delle più antiche fu di proprietà di Cesare Augusto Tallone, costruttore di pianoforti artigianali e accordatore di Arturo Benedetti Michelangeli. Ogni anno vi si tiene un'apprezzata rassegna di concerti. Lungo la strada pedonale sono riportati in più lingue aforismi sul silenzio e la meditazione.

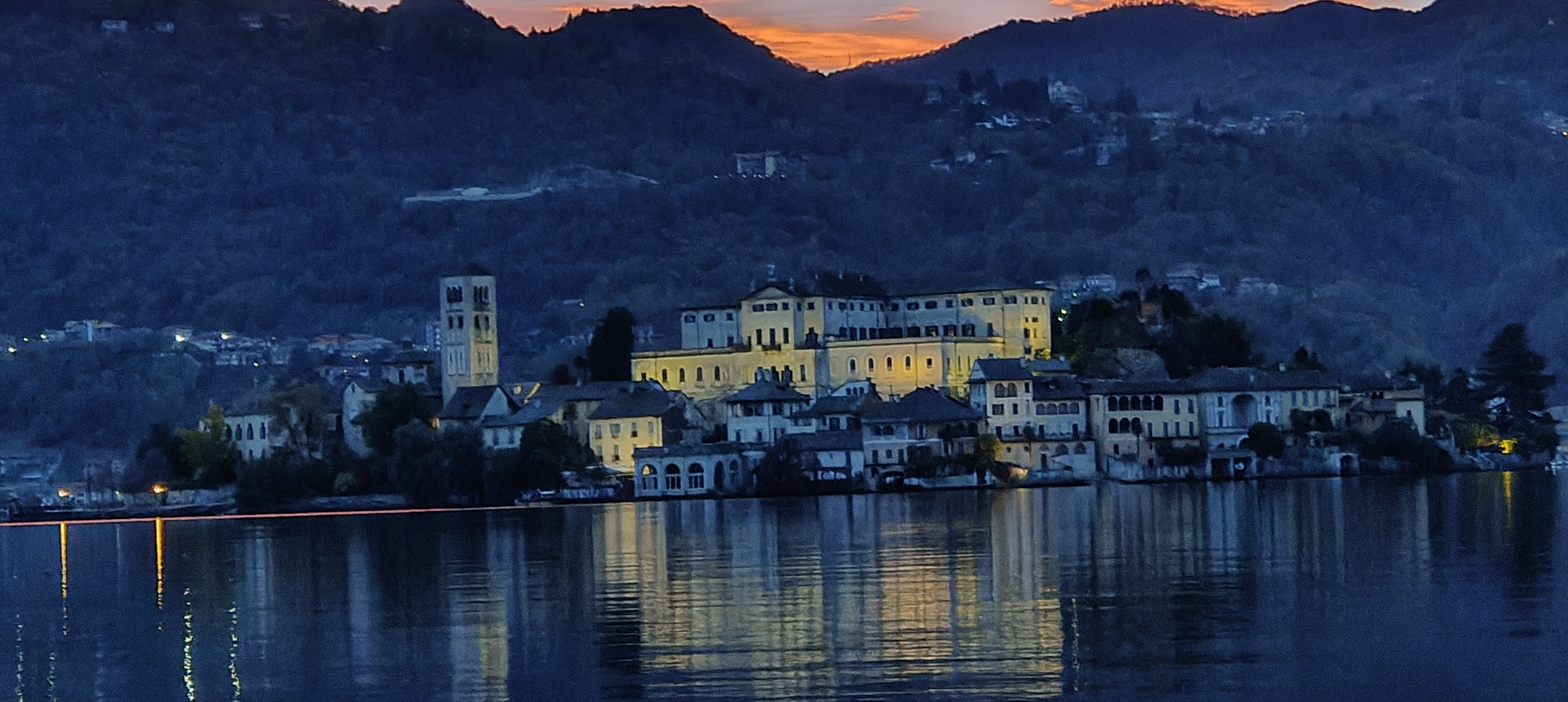
L'isola San Giulio vista di sera da via G.Fava a Orta (Nov. 2022)

Nel 1973 venne fondato sull'isola un monastero benedettino, l'Abbazia Mater Ecclesiae, nel quale vengono svolte importanti ricerche, studi e traduzioni di testi antichi.
Il monastero ha anche un laboratorio di restauro e centro di ricerca e studio sui tessuti antichi. Da alcuni anni il monastero ha sede nell'ex seminario.

## Cultura

### Cinema
L'isola di San Giulio è stata scelta per le riprese del film La corrispondenza di Giuseppe Tornatore. Il borgo antico nel film viene chiamato "Borgo Ventoso" e sono numerose le scene sulle rive del lago, da e verso l'isola.

### Letteratura
- Sull'isola di San Giulio è ambientato il romanzo breve di Gianni Rodari C'era due volte il barone Lamberto, ovvero, I misteri dell'isola di San Giulio.
- L'isola è citata più volte nel libro Numero zero di Umberto Eco, che si chiude con la frase: "L'isola di San Giulio sfolgorerà di nuovo nel sole".
- Dell'isola si citano storie e leggende, essendo meta turistica dei Gibella, in  Alpinisti ciabattoni di Achille Giovanni Cagna.